# Tatamailau
Tatamailau (někdy Pico do Ramelau, tetumsky Foho Tatamailau, 2963 m n. m.) je hora v pohoří Cordilheira Central de Timor. Leží na území Východního Timoru v distriktu Ainaro. Hora se nachází asi 70 km jižně od hlavního města Dili. Jedná se o nejvyšší horu státu i celého ostrova.
Na vrchol lze vystoupit z města Hatu-Builico.